# César-Auguste Ginoux-Defermon
César-Auguste Ginoux-Defermon, né le 20 avril 1828 à Paris et mort le 20 mai 1889 à Moisdon-la-Rivière (Loire-Atlantique), est un homme politique français.

## Biographie
Fils de Philibert Ginoux, directeur de l'enregistrement, et petit-fils du comte Jacques Defermon, conventionnel et ministre de Napoléon Ier, César-Auguste Ginoux entre dans l'administration comme auditeur au Conseil d’État sous le second Empire.
Il est autorisé par décret du 18 mars 1865 à recueillir, à la mort de ses oncles Defermon, le titre de comte héréditaire. Confirmé par arrêté ministériel du 27 décembre 1884.
Après la révolution du 4 septembre 1870, il se présente, comme candidat à l'Assemblée nationale, sur la liste conservatrice de la Loire-Inférieure, et est élu. Il prend place dans le groupe de l'Appel au peuple, dont il devient secrétaire de ce groupe.
En 1871, il est conseiller général de la Loire-Inférieure, élu pour canton de Moisdon-la-Rivière.
Aux élections du 20 février 1876, il se présente dans l'arrondissement de Châteaubriant comme candidat du comité national, conservateur et partisan de la doctrine de l'Appel au peuple, et est élu, au second tour de scrutin. Il reprend sa place à la droite bonapartiste, soutient le cabinet du 16 mai, et est réélu, après la dissolution de la Chambre, le 14 octobre 1877.
Ginoux-Defermon vote contre les ministères républicains qui succédèrent au cabinet de Rochebouët, et obtient sa réélection le 21 août 1881 puis le 4 octobre 1885, sur la liste conservatrice de la Loire-Inférieure. Il vote constamment avec le groupe impérialiste contre la politique scolaire, religieuse, coloniale et financière du gouvernement républicain.

## Sources
- « César-Auguste Ginoux-Defermon », dans le Dictionnaire des parlementaires français (1889-1940), sous la direction de Jean Jolly, PUF, 1960 [détail de l’édition]
- « César-Auguste Ginoux-Defermon », dans Adolphe Robert et Gaston Cougny, Dictionnaire des parlementaires français, Edgar Bourloton, 1889-1891 [détail de l’édition]
- Charondas, Le Cahier noir, Patrice du Puy éditeur, 2015